# Ministério da Cultura e Orientação Islâmica
O Ministério da Cultura e Orientação Islâmica (em persa: وزارت فرهنگ و ارشاد اسلامی), também conhecido como Ershad (em persa: ارشاد), é uma organização governamental da República Islâmica do Irã. Ele é responsável por controlar a comunicação, como a importação e exportação de imagens, filmes cinematográficos e de televisão, fitas de áudio, discos de vinil, livros e outras publicações, brochuras, folhetos, propagandas de produtos comerciais, catálogos comerciais, imagens, gravuras, pinturas, quadros, etc. O Ministério da Cultura e Orientação islâmica é o órgão responsável por fornecer as licenças necessárias para o funcionamento ou veiculação de produtos midiáticos no território iraniano. Além disso, o ministério é um dos órgãos governamentais responsáveis pela exportação da revolução islâmica e um dos três órgãos ministeriais "soberanos" do Irã, devido à natureza do seu trabalho.

## Competência
O ministério tem como competência o "controle, verificação, autorização e regulamentação da comunicação, da internet, de publicações periódicas iranianas e/ou estrangeiras com circulação no Irã, de apresentações de teatro e suas temáticas, de eventos musicais e exposições de arte e suas finalidades, de organizações da sociedade civil cultural e suas demandas, bem como averiguar se as pautas artísticas estão de acordo com as orientações de base do Islã ou se estão, em algum momento, indo contrário àquilo que se prega ou aos valores implícitos ou explícitos de ordem social estabelecida pelo Islã".
Em agosto de 2015, o então ministro das Relações Exteriores da Alemanha, Frank-Walter Steinmeier, iniciou um concerto de orquestra do maestro argentino-israelense Daniel Barenboim no Irã, mas sua iniciativa entrou em colapso com o Ministério da Cultura e Orientação Islâmica, haja vista que o governo iraniano "não reconhece o regime sionista  (Israel) e não coopera com artistas desse regime. Irã e Israel mantêm relações diplomáticas tensas, e embora Daniel Barenboim seja de nacionalidade argentina e tenha residência em Berlim, ele também é naturalizado israelense, palestino e espanhol.

## Divisões
O ministério está dividido da seguinte forma:
- Assuntos financeiros e Regiões Administrativas;
- Departamento de Cinema e Audiovisual;
- Departamento de Assuntos Culturais;
- Departamento de Arte;
- Planejamento e Desenvolvimento;
- Organização e Peregrinação Hajj (peregrinação muçulmana à Meca, Arábia Saudita);
- Departamento de Imprensa e Informação;
- Planejamento de mídia e estudos de escritório.